# Njoki Wainaina
Pour les articles homonymes, voir Wainaina.
Njoki Wainaina est une militante féministe et une experte en développement du Kenya. Elle est la première directrice exécutive de l'organisation African Women's Development and Communication Network, encore appelée Femnet (réseau de communication entre militantes africaines dont le but est de renforcer le rôle et la contribution des ONG africaines qui s’occupent du développement des femmes), créée en 1988.

## Biographie
Njoki Wainaina s'implique dès le début des années 1970 dans les domaines touchant les genres et le développement. Elle devient un des cheffes de file du mouvement des femmes au Kenya.
Elle participe à des réunions internationales telles que la Conférence Mondiale sur les Femmes à Mexico en 1975, à Nairobi en 1985 et à Pékin en 1995. Elle participe à la fondation de l'organisation African Women's Development and Communication Network (Réseau du développement et de la communication des femmes africaines, devenu le réseau Femnet) à la fin des années 1980 pour préparer la conférence de Pékin de 1995.
Au sein du réseau Femnet, elle coordonne et intègre les actions pour une égalité des sexes au Kenya.
Elle fait campagne pour la lutte contre les discriminations à l'égard des femmes, et notamment les violences faites aux femmes. Quand elle se met en retrait de Femnet, tout en restant active, Lynne Muthoni Wanyeki, une féministe trentenaire, lui succède.

## Principales positions mises en avant
Pour elle, la sensibilisation aux genres met en cause des structures, et des relations de pouvoir à différents niveaux : personnel, familial, communautaire , national, ... et menace de vieilles prérogatives, profondément ancrées dans la société, avec ce que ça peut avoir d'inquiétant et de menaçant,.
Elle fonde une ONG kényane, Men for Gender Equality Now, pour associer les hommes qui le souhaitent à cette lutte pour l'égalité entre les sexes, jugeant ce volet indispensable.
En écho à la Conférence de Pékin de 1995, elle a souligné l'importance de l'éducation et de la formation reçues dès l'enfance.

## Principales publications
- Daudi N. Nturibi et Njoki Wainaina, Planning and management of community projects : a manual on programme development, leadership training, and management of group projects, Planned Parenthood and Women's Development, IPPF Africa Region, 1983
- Njoki Wainaina, Indigenous savings & credit schemes for women in Kenya, The Authority, 1989 (ASIN B0007C4R82)
- Njoki Wainaina, K. N. Bunjun et Irene Whalen-Hopwood, Women in business : grassroots success stories from eastern and southern Africa, UNICEF, 1990 (ISBN 92-806-0033-8)
- Njoki Wainaina, The girl child in Malawi : a case for action, UNICEF Malaŵi, 1994
- Njoki Wainaina, Family planning, STD, HIV/AIDS programmes in the private sector : overview of case studies and strategy framework, JSI/STAFH, 1998
- Njoki Wainaina, FEMNET review report : male involvement in programmes to combat gender based violence : Malawi and South Africa, September–November 2002, African Women's Development and Communication Network, 2002
- Njoki Wainaina, Report of the review of male involvement in programmes to combat gender based violence in Ethiopia, March 30 to April 05, 2003, African Women's Development and Communication Network, 2003
- Njoki Wainaina, Strategic plan and programme 2003–2005 : regional network of men against gender based violence, African Women's Development and Communication Network (FEMNET), 2003